# Szczytna
Szczytnaⓘ (até 1945 em alemão: Rückers) é um município no sudoeste da Polônia. Pertence à voivodia da Baixa Silésia, no condado de Kłodzko. É a sede da comuna urbano-rural de Szczytno. Está situado no sopé dos Montes Tabulares e o rio Bystrzyca Dusznicka passa por ele.
Szczytna é um centro industrial e de serviços, bem como um centro turístico. Na indústria destacam-se a de metal e a de produtos da madeira, até 2012 existia também uma vidraria artesanal e uma fábrica de lapidação de objetos de cristal.
A rota internacional E67 e a linha ferroviária Kudowa-Zdrój - Kłodzko passam pelo município.
Estende-se por uma área de 80,4 km², com 4 850 habitantes, segundo o censo de 31 de dezembro de 2022, com uma densidade populacional de 60,3 hab/km².

## Geografia

### Localização
Szczytna é uma cidade localizada na parte oriental da Depressão Dusznickie, no vale entre os Montes Tabulares no norte e as Montanhas Bystrzyckie, a uma altitude de 460-852 m acima do nível do mar. A cidade é atravessada pelo rio Bystrzyca Dusznicka, o afluente esquerdo do rio Nysa Kłodzka e o tributário do próprio Bystrzyca, o córrego Kamienny. Segundo dados de 31 de dezembro de 2022, a área da cidade era de 80,4 km².

## Divisão administrativa
A cidade pertencia ao condado de Kłodzko. Nos anos de 1975 a 1998, a cidade pertencia administrativamente à voivodia de Wałbrzych.

## Toponímia
Em um documento de 1347, Szczytna aparece com o nome de Rukers e sobreviveu com um nome semelhante Rückers até o final da Segunda Guerra Mundial O nome do vilarejo vem de seu fundador, chamado Rüdiger Inicialmente, os colonos poloneses usaram uma forma polonizada, chamando hoje Szczytna Rucew (a estação ferroviária foi brevemente chamada de Ruchock). O nome atual foi aprovado administrativamente em 19 de maio de 1946.

## História

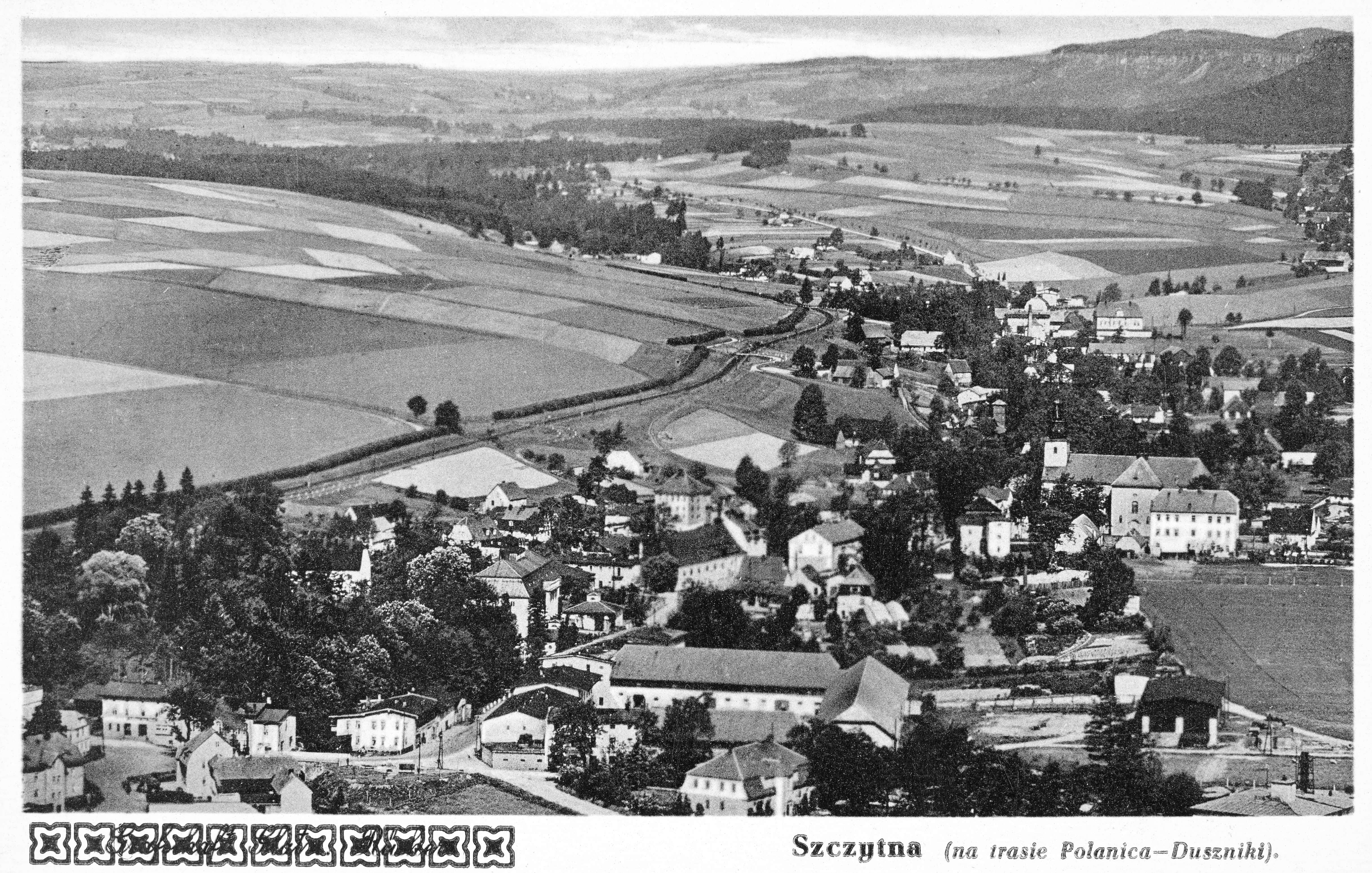
Vista da vila antes de 1945

Os primeiros registros de Szczytna datam do século XIV, quando o povoado pertencia ao Senhorio de Hummel, e seu desenvolvimento estava relacionado ao comércio (localizada na Rota do Âmbar) e ao desenvolvimento do artesanato e, posteriormente, da indústria. No século XVI, foi comprada junto com as propriedades vizinhas por Jan Crato von Kraffstein, um médico e reformador religioso conhecido na Europa, e então foi significativamente expandida. Além da fazenda já existente, foram construídas serraria, moinho, cervejaria e diversas oficinas de artesanato. No século XVII, foram construídas as primeiras vidrarias, um moinho e várias oficinas de tecelagem. No século XIX, a fábrica de vidros foi ampliada, uma oficina de lapidação de objetos de cristal foi inaugurada.
Desde 2007, a Irmandade dos Cavaleiros de Nossa Senhora, Rainha da Paz, opera em Szczytna, bem como uma associação católica e regional que apoia iniciativas de promoção da comuna e focadas, entre outras coisas, na preservação do patrimônio nacional e cultural por meio do cuidado material dos monumentos em Szczytna e na popularização da história de cidades e lugares na comuna de Szczytna.
Em 2014, a Fábrica de Cristal "Sudety" local foi fechada e os edifícios da fábrica foram demolidos.

## Demografia
Conforme os dados do Escritório Central de Estatística da Polônia (GUS) de 31 de dezembro de 2022, Szczytna é uma cidade muito pequena com uma população de 4 850 habitantes, uma área de 80,4 km² e uma densidade populacional de 60,3 hab./km². Nos anos 2002−2022, o número de habitantes diminuiu 8,4 %.
| Descrição                         | Total      | Total    | Mulheres   | Mulheres | Homens     | Homens   |
| --------------------------------- | ---------- | -------- | ---------- | -------- | ---------- | -------- |
| unidade                           | habitantes | %        | habitantes | %        | habitantes | %        |
| população                         | 4 850      | 100      | 2 522      | 52,0     | 2 328      | 48,0     |
| superfície                        | 80,4 km²   | 80,4 km² | 80,4 km²   | 80,4 km² | 80,4 km²   | 80,4 km² |
| densidade populacional (hab./km²) | 60,3       | 60,3     | 31,4       | 31,4     | 28,9       | 28,9     |

## Monumentos históricos

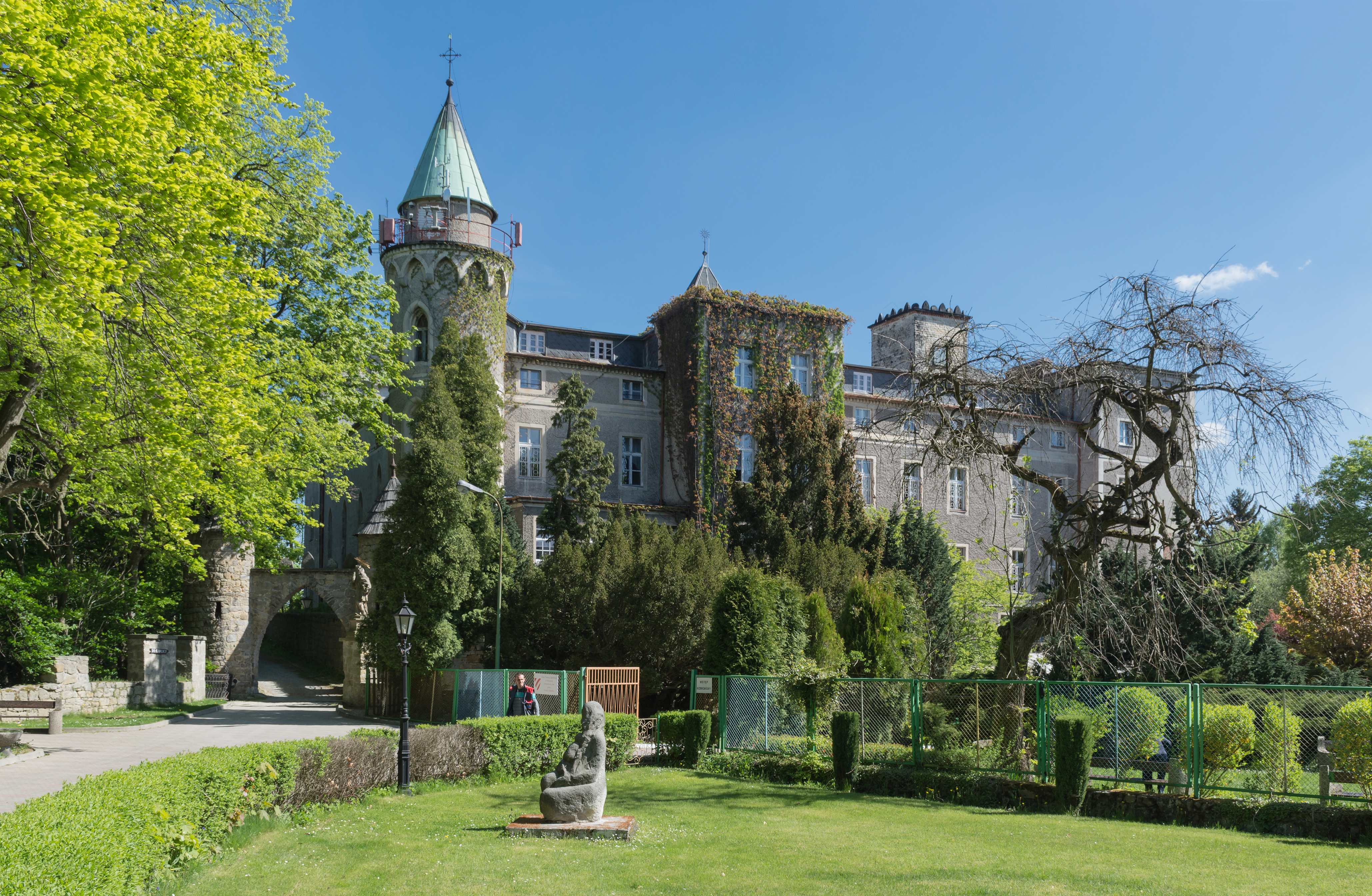
Castelo Leśna

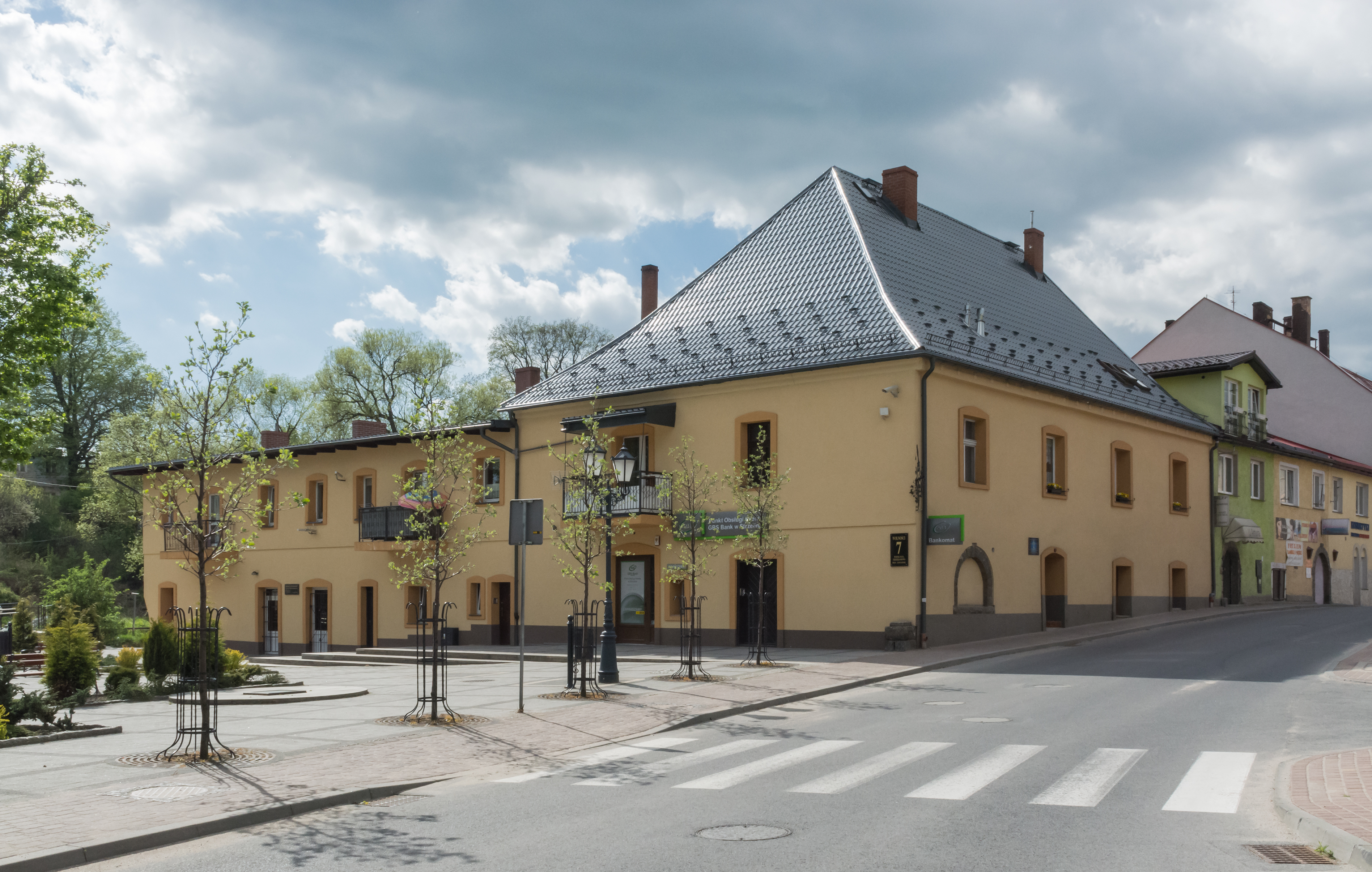
Casa histórica na
rua Wolności 7

Estão inscritos no registro provincial de monumentos:
- Igreja paroquial de São João Batista, barroco de 1721–1723, reconstruída em 1907–1908, o altar-mor e o tabernáculo rococó de 1770, o altar de São José de 1730, o altar dos Arcanjos de 1740, um púlpito de 1748, cadeiral e confessionários da oficina de Ludwig Jaschek de Bard de 1760, uma pia batismal barroca de 1730. No pórtico há uma lápide classicista de Siegfried von Hochberg, de cerca de 1834[8]
- Cemitério da igreja
- Capela de Santa Ana, em Batorów, do século XVIII
- Complexo de castelos, do século XIX, com o castelo neogótico Leśna (até 2020, Lar para crianças), de 1832–1838, reconstruído no final do século XIX

Este castelo no topo do monte Szczytnik é a maior atração turística. Seu nome anterior, Burg Waldstein (literalmente: Castelo “Pedra da Floresta”) refletia bem o caráter do edifício neogótico. Situado nas rochas, ele se eleva sobre Szczytna. Agora há um mirante próximo ao castelo — dele avista-se as montanhas e a Depressão Dusznicki, na qual Szczytna está localizada
- Imagem de São João Nepomuceno no centro da cidade, no córrego Kamienny, policromada, de 1711[8]
- Parque, da primeira metade do século XIX
- Casa de 1711, rua Wolności 7

Outros monumentos:
- Estação ferroviária local construída por volta de 1890.

## Esportes

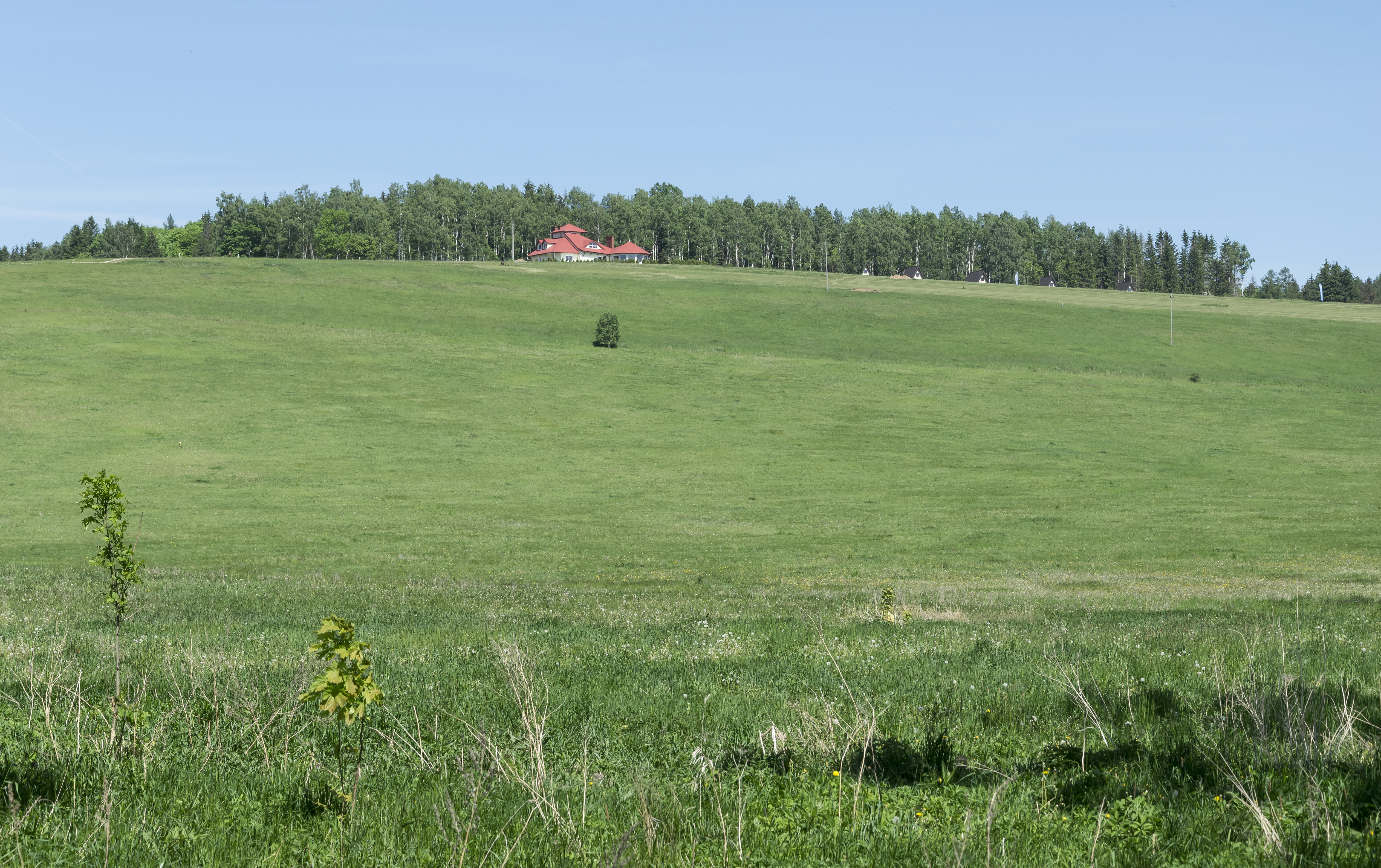
Campo de golfe Chopin Golf Szczytna

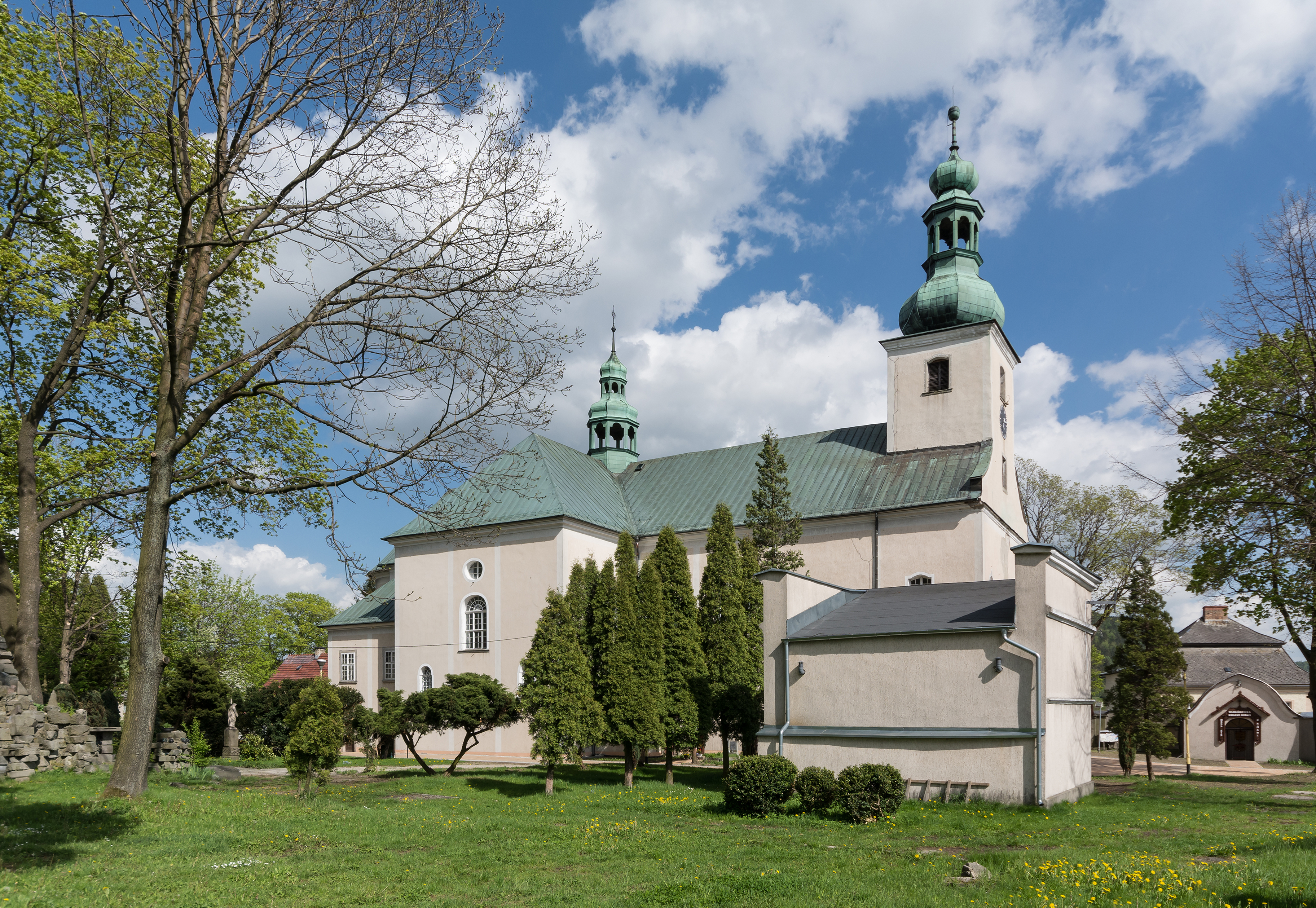
Igreja de São João Batista

O Centro Esportivo de Recreação Ativa e Reabilitação Motora foi fundado em Szczytna. Junto ao pavilhão desportivo existente, foram construídos campos com superfície artificial para a prática de handebol, futebol, tênis, rocódromo com arborismo, parque infantil e uma pista de skate com pista para aprendizagem de andar em cadeira de rodas, o recém-criado pump track para o ciclismo e o chamado street workout.
Em 2009, um campo de golfe público foi inaugurado. Torneios e eventos esportivos são organizados lá em cooperação com o clube de golfe Nebeská Rybná na República Tcheca.

## Comunidades religiosas
- Igreja católica:
  - Paróquia de Nossa Senhora Rainha da Paz
  - Paróquia de São João Batista
- Testemunhas de Jeová:
  - Igreja Szczytna-Duszniki (Salão do Reino: Duszniki-Zdrój, rua Słowackiego 2)

## Rotas turísticas
Duas rotas turísticas passam por Szczytna:
- estrada Szklary–Samborowice – Jagielno – Przeworno – Gromnik – Biały Kościół – Żelowice – Ostra Góra – Niemcza – Gilów – Piława Dolna – Góra Parkowa – Bielawa – Kalenica – Nowa Ruda – Przełęcz pod Krępcem – Tłumaczów – Radków – Skalne Wrota – Pasterka – Przełęcz między Szczelińcami – Karłów – Lisia Przełęcz – Białe Skały – Skalne Grzyby – Batorów – Skała Józefa – Duszniki-Zdrój – Schronisko PTTK „Pod Muflonem” – Stare Bobrowniki – Nowe Bobrowniki – Szczytna – Zamek Leśna – Polanica-Zdrój – Przełęcz Sokołowska – Łomnicka Równia – Huta – Bystrzyca Kłodzka – Igliczna – Międzygórze – Przełęcz Puchacza,
- Kamienna Góra – Wolarz – U Huberta – Szczytna – Chocieszów – Wambierzyce.